# توني كاليم
توني كاليم (بالإنجليزية: Toni Kalem)‏ (و. 1956  م) هي مخرجة أفلام، وكاتبة سيناريو، وممثلة تلفزيونية، وممثلة أفلام أمريكية.

## وصلات خارجية
- توني كاليم على موقع IMDb (الإنجليزية)
- توني كاليم على موقع روتن توميتوز (الإنجليزية)
- توني كاليم على موقع ألو سيني (الفرنسية)
- توني كاليم على موقع أول موفي (الإنجليزية)
- توني كاليم على موقع قاعدة بيانات الأفلام السويدية (السويدية)
- توني كاليم على موقع قاعدة بيانات الفيلم (الإنجليزية)
- توني كاليم على موقع كينوبويسك (الروسية)